# 广州广播电视台新闻频道
广州广播电视台新闻频道，简称广州新闻频道、直播广州，是广州广播电视台拥有的一条电视频道，内容以新闻资讯节目为主，亦会播放纪录片、娱乐等类型的节目，使用粤语和普通话广播。该频道主要节目有：G4出动、粤夜粤娱乐、健康100FUN、城市论坛等。
全天24小时显示台标，而右上角的“直播广州”图标在有节目时才会出现，重播节目时会在图标下面有很小的“重播”白底黑字LOGO。
该频道逢星期二02:20-05:18检修。

## 频道历史
该频道前身为于1992年10月1日启播的广州有线电视台19频道。2001年，原广州有线广播电视台被合并至广州电视台，该频道被更名为广州电视台新闻频道。
2010年8月18日，为了迎接广州亚运会和广州亚残运会，广州电视台与广州人民广播电台合并成为广州广播电视台，因此广州电视台新闻频道更名为广州广播电视台新闻频道。
2010年11月28日（广州亚运会结束不久后），该频道进行改版，推出了“直播广州”系列节目，除整点新闻外，还推出相当多以本地民生、本土文化、集体回忆为主题的新闻节目。
2017年9月18号，由于广州国际媒体港的演播室正式建成兼投入使用，亦逐步搬入媒体港开始高清播出。
2018年1月31日，宣布会在2018年2月10号开播该频道的高清版。
2018年2月8日，当天的《G4出动》、《城市话题》和《粤夜粤娱乐》节目提到了有关搬迁新址的消息，次日23:45重播完《城市话题》之后弹出台址搬台的短片消息，意味着广州台在花果山旧址广播时期的结束。
2018年2月10日，广州国际媒体港（广州广播电视台新总部）正式启用，该频道与综合频道于同日一起进驻，其高清频道亦正式开播。
2018年2月10号00:08，其于广州国际媒体港的新址正式启用，高清频道亦在甜果时光正式开播。同日00:20，标清版改成16:9格式播出，首个16:9节目是重播《G4出动》。

## 主要节目
自2017年12月起，停播《广州正点》、《第一现场》并入《G4出动》后，该频道自制的新闻节目比例大幅下降，白天沦为重播节目时段。

### 新闻资讯
- 警视（警务信息，类似于香港电台的警讯）
- 广州新气象
- 城市話題

### 生活服务
- 健康100FUN（健康资讯节目）
- 城市论坛（电视问政节目）
- 晚安广州（访谈节目）（已停播）
- 爱上纪录片

### 重播广州综合频道节目
- 中国城市报道
- 广视新闻
- 广州新闻联播
- 湾区全媒睇
- G4出动（民生新闻，原为《新闻日日睇》中的一个版块；2024年10月改为在综合频道首播）

### 已停播节目
- 第一现场（晚间综合新闻，由于节目内容与《G4出动》有重叠[注 1]，2018年2月9日播出最后一期。现已并入《G4出动》）
- 广州正点（逢正点播出的新闻）
- 粤夜粤娱乐（娱乐新闻，部分片段由ontv東網電視提供）